# Fort Gibson (Oklahoma)
Fort Gibson es un pueblo ubicado en los condados de Cherokee y Muskogee en el estado estadounidense de Oklahoma. En el año 2010 tenía una población de 4154 habitantes y una densidad poblacional de 114,44 personas por km².

## Geografía
Fort Gibson se encuentra ubicado en las coordenadas 35°47′41″N 95°15′11″O / 35.79472, -95.25306 (35.794861, -95.253090).

## Demografía
Según la Oficina del Censo en 2000 los ingresos medios por hogar en la localidad eran de $30,975 y los ingresos medios por familia eran $36,944. Los hombres tenían unos ingresos medios de $30,362 frente a los $21,525 para las mujeres. La renta per cápita para la localidad era de $14,042. Alrededor del 16.5% de la población estaban por debajo del umbral de pobreza.